# Единство духа
«Единство духа» — памятник в Армавире, посвящённый дружбе армянского и русского народов.

## История
Торжественное открытие скульптурной композиции состоялось 4 ноября 2019 года — в День народного единства. Памятник высотой 12 метров, установленный на высоком постаменте, расположен в одном из скверов города, недалеко от автовокзала. Автор: член Союза скульпторов армян — Смбат Шагинян.
Работа над композицией шла несколько месяцев, в том числе в Армении. По словам создателей монумента, он выполнен из бело-серого гранита: две женщины в традиционных русском и армянском одеяниях стоят под крестом и читают Библию. По задумке автора изящные и тонко выполненные силуэты являются символами единоверия и многовековых уз дружбы, объединяющих русский и армянский народы.

Надпись на постаменте

На торжественном мероприятии, посвящённом открытию памятника, присутствовали: представители духовенства и национальных общин, представители администрации Муниципального округа город Армавир, депутат Государственной Думы Николай Харитонов, председатель Армавирской городской Думы Александр Поляков, депутаты Армавирской городской Думы, консул Республики Армения в городе Сочи Тигран Саргсян, председатель Регионального отделения «Союза армян России» по Краснодарскому краю Размик Геворгян и просто неравнодушные жители Армавира. Председатель местного отделения «Союза армян России» — Григорий Карапетян выразил благодарность всем, кто способствовал установке скульптурной композиции «Единство духа» и сказал, что каждый рабочий, спонсор и благотворитель, внёсший вклад в общее дело, достоин того, чтобы быть упомянутым.